# Thermistis rubromaculata
Thermistis rubromaculata là một loài bọ cánh cứng trong họ Cerambycidae.